# 箕山青年駅
箕山青年駅（キサンチョンニョンえき）は、朝鮮民主主義人民共和国江原道洗浦郡にある、朝鮮民主主義人民共和国鉄道省の駅である。

## 隣の駅
朝鮮民主主義人民共和国鉄道省
青年伊川線
板橋駅 - 箕山青年駅 - 後坪青年駅